# 将来装輪戦闘車両
将来装輪戦闘車両（しょうらいそうりんせんとうしゃりょう）は、防衛省が行っていた将来の装輪式装甲戦闘車両のファミリー化に必要な共通基盤技術に関する研究事業である。技術資料を得るための研究試作および試験が行われた。

## 概要
基盤となる技術を共通化するファミリー化を実施することで、整備コストおよびライフサイクルコストの抑制や、運用性を向上させることを研究目的としている。研究試作された「将来装輪戦闘車両」をベース車両とし、各種車両型によるファミリー化が構想されたが、実際に開発する車両については研究試作の成果に基づき決定するとしている。
研究試作は2003年（平成15年）度から2007年（平成19年）度にかけて、試験は2005年（平成17年）から2007年（平成19年）度にかけて実施された。当初は「将来装輪戦闘車両（対空）」として対空戦闘車両を中心とした研究を検討し、2008年（平成20年）度での研究完了が予定されていた。後に、対空戦闘車両については今後の装備構想の検討状況を勘案しつつ要否を決めることが適切であると判断されたため、事業名を「将来装輪戦闘車両」に変更して研究が行われ、2007年（平成19年）度に研究は完了した。
研究試作された将来装輪戦闘車両の砲塔に搭載されたテレスコープ弾機関砲（CTA機関砲）は、防衛省技術研究本部(当時)が開発した50mmテレスコープ弾機関砲を、小型軽量化し車積性を向上させた40mmテレスコープ弾機関砲であり、研究で得た技術的な成果は「近接戦闘車用機関砲システムの研究」に適用された。

## 将来の装輪戦闘車両
「将来の装輪戦闘車両」とは防衛省が将来的に装備化する各種汎用装輪戦闘車両のことである。
総合取得改革推進プロジェクトチーム第9回会合（2008年3月10日）の資料）に、当初の構想図とは異なる、将来の装輪戦闘車両のファミリー化構想図が記載された。
共通の駆動装置を用いることを基本に、車両の用途に応じて共通化する項目を3つに分類している。それぞれ、
1. ハッチタイプ車両とキャビンタイプ車両の車体をタイプ別に共通化
2. 砲を搭載するハッチタイプ車両の懸架装置を共通化
3. 機関砲を搭載するハッチタイプ車両の機関砲を共通化

といった内容である。
| ハッチタイプ車両   | 人員輸送車 指揮通信車 補給車支援車 対戦車砲搭載車 迫撃砲搭載車 対地機関砲搭載車（I型）（人員輸送型） 対地機関砲搭載車（II型）（偵察型） 対空機関砲搭載車 |
| キャビンタイプ車両 | りゅう弾砲搭載車 多連装ロケット弾発射機 地雷原処理車 |

※各車両型の名称は「平成20年度 事後の事業評価」の政策評価書のものに変更。
ハッチタイプは箱型の車体を有する装甲兵員輸送車型で、キャビンタイプは後部側が平台状の装甲キャブ付きトラック型である。
この図の内、対戦車砲を搭載した車両は「16式機動戦闘車」、対地機関砲を搭載した車両は計画中の「近接戦闘車」と同じ位置付けの車両と考えられるが、将来の装輪戦闘車両との共通化が行われるとされた「NBC偵察車」と同じ位置付けの車両が含まれていない。また、研究試作された「将来装輪戦闘車両」をベース車両とするのかという点についても記述されていない。
対空機関砲搭載車に相当する、40mmテレスコープ弾機関砲を砲塔に架装した「高射機関砲システム」は実車の試作までなされたものの、装備化まで進まず立ち消え状態となった。
りゅう弾砲搭載車は「19式装輪自走155mmりゅう弾砲」として制式化されたが、ドイツのMAN社製の車体を用いており、明確に「将来装輪戦闘車両」の要素は使用されていない。ハッチタイプの人員輸送車・指揮通信車・補給車支援車、キャビンタイプの地雷原処理車は、開発中のハッチタイプである「装輪装甲車 (改)」が相当し、こちらは既存車両や民生品の技術・部品を活用するとあるが、「将来装輪戦闘車両」の要素使用について具体的な記述はなく、開発も中止された。
このように上記のファミリー化構想図はあくまで机上プランで終始しており、実際には装輪戦車型・装輪装甲車型・装輪自走榴弾砲型の3つに大別して開発が行われている。
16式機動戦闘車
ゲリラや特殊部隊による攻撃等への対処や、中距離域において軽戦車を含む装甲戦闘車両の撃破に使用可能な火力として105mm砲を装備し、空輸性や路上機動性を重視し重量は26tとしている。
2008年（平成20年）度に開発が開始され、2016年（平成28年）度に開発完了。主に北海道を除く各地に配備されている74式戦車を代替する形で戦闘部隊に順次配備が進められている。
近接戦闘車
砲塔には国産開発のテレスコープ弾機関砲（CTA機関砲）を装備。弾種は徹甲弾と調整破片弾の二種類のテレスコープ弾 (Cased Telescoped Ammunition) が用意され、状況に応じて迅速な弾種切替を可能にさせるという。
87式偵察警戒車の後継とされる「偵察型」と、89式装甲戦闘車の後継とされる「人員輸送型」が計画されており、前者には対地センサが装備されるという。
普通科部隊及び機甲科偵察部隊に配備される予定。要素研究が行われたが、開発計画については未定。
その後、後継プロジェクトに当たるとみられる、歩兵戦闘車型と偵察車型に加えて自走迫撃砲型を開発する「共通戦術装輪車｣の計画が伝え聞かれるようになり、その試作品で16式機動戦闘車からの派生型とみられる車両が2022年（令和4年）9月末に目撃されている。
2024年度（令和6年度）予算において、「歩兵戦闘車型」24両、「機動迫撃砲型」8両が計上された。同年度中に制式化され、2025年度（令和7年度）概算要求において「24式装輪装甲戦闘車」、「24式機動120mm迫撃砲」という名称となった。
次期装輪装甲車
上述の｢装輪装甲車 (改)｣の開発中止を受けて、あらためて計画されている96式装輪装甲車の後継となる車両。2019年（令和元年）9月に防衛省は「①複数の試験用車種を選定し、②それらが自衛隊の運用等に供することを試験等により確認した上で、③最適な車種を選定する」と発表し、国内外の企業からの提案を受けて、三菱重工業の16式機動戦闘車をベースとする「機動装甲車（MAV＝Mitsubishi Armored Vehicle）」、海外からもパトリアAMV、LAV6.0の3種を候補に選定した。うちLAV6.0は納入に間に合わず候補から脱落した。2022年（令和4年）12月9日、防衛装備庁は次期装輪装甲車にMAVと比較して価格や基本性能が優れるパトリアAMVを選定したと発表した。国内でライセンス生産される予定。